# 南野遥海
南野 遥海（みなみの はるみ、2004年5月13日 - ）は、兵庫県出身のプロサッカー選手。Jリーグ・ガンバ大阪所属。ポジションはフォワード（FW）。

## 来歴
ウィングスSS習志野、セレッソ大阪U-12を経て、ガンバ大阪のジュニアチームから下部組織に所属。G大阪JY時代には高円宮杯U-15で優勝に貢献し、大会得点王に輝いた。2022年シーズンはトップチームに登録され、Jリーグやカップ戦に出場。2022年9月、ユースからトップチームに昇格が発表された。
2023年よりトップチームに昇格後、テゲバジャーロ宮崎に期限付き移籍で加入。3月19日、第3節の福島ユナイテッドFC戦でJリーグ初得点となる決勝点を決めた。
2023年12月29日、宮崎への期限付き移籍期間満了と栃木SCへの育成型期限付き移籍が発表された。
2025年よりガンバ大阪に復帰。

## 所属クラブ
- ウィングスSS習志野
- セレッソ大阪U-12
- ガンバ大阪ジュニア
- ガンバ大阪ジュニアユース
- ガンバ大阪ユース
  - 2022年 ガンバ大阪 (2種登録選手)
- 2023年 - ガンバ大阪
  - 2023年 テゲバジャーロ宮崎 (期限付き移籍)
  - 2024年 栃木SC (育成型期限付き移籍)

## 個人成
| 国内大会個人成績 | 国内大会個人成績 | 国内大会個人成績 | 国内大会個人成績 | 国内大会個人成績 | 国内大会個人成績 | 国内大会個人成績 | 国内大会個人成績 | 国内大会個人成績 | 国内大会個人成績 | 国内大会個人成績 | 国内大会個人成績 |
| 年度             | クラブ           | 背番号           | リーグ           | リーグ戦         | リーグ戦         | リーグ杯         | リーグ杯         | オープン杯       | オープン杯       | 期間通算         | 期間通算         |
| 年度             | クラブ           | 背番号           | リーグ           | 出場             | 得点             | 出場             | 得点             | 出場             | 得点             | 出場             | 得点             |
| 日本             | 日本             | 日本             | 日本             | リーグ戦         | リーグ戦         | リーグ杯         | リーグ杯         | 天皇杯           | 天皇杯           | 期間通算         | 期間通算         |
| ---------------- | ---------------- | ---------------- | ---------------- | ---------------- | ---------------- | ---------------- | ---------------- | ---------------- | ---------------- | ---------------- | ---------------- |
| 2022             | G大阪            | 42               | J1               | 4                | 0                | 1                | 0                | 3                | 0                | 8                | 0                |
| 2023             | 宮崎             | 42               | J3               | 38               | 10               | -                | -                | 2                | 2                | 40               | 12               |
| 2024             | 栃木SC           | 42               | J2               | 35               | 7                | 1                | 0                | 0                | 0                | 36               | 7                |
| 2025             | G大阪            | 42               | J1               |                  |                  |                  |                  |                  |                  |                  |                  |
| 通算             | 日本             | 日本             | J1               | 4                | 0                | 1                | 0                | 3                | 0                | 8                | 0                |
| 通算             | 日本             | 日本             | J2               | 35               | 7                | 1                | 0                | 0                | 0                | 36               | 7                |
| 通算             | 日本             | 日本             | J3               | 38               | 10               | -                | -                | 2                | 2                | 40               | 12               |
| 総通算           | 総通算           | 総通算           | 総通算           | 77               | 17               | 2                | 0                | 5                | 2                | 83               | 19               |

| 国際大会個人成績 | 国際大会個人成績 | 国際大会個人成績 | 国際大会個人成績 | 国際大会個人成績 |
| 年度             | クラブ           | 背番号           | 出場             | 得点             |
| AFC              | AFC              | AFC              | ACL              | ACL              |
| ---------------- | ---------------- | ---------------- | ---------------- | ---------------- |
| 2025/26/2        | G大阪            | 42               |                  |                  |
| 通算             | AFC              | AFC              |                  |                  |

その他の公式戦
- 2023年
  - MFA宮日旗MRT杯宮崎県サッカー選手権大会 1試合0得点
- 2022年は2種登録選手

出場歴
- Jリーグ初出場 - 2022年5月14日 J1第13節 vs柏レイソル（三協フロンティア柏スタジアム）
- Jリーグ初得点 - 2023年3月19日 J3第3節 vs福島ユナイテッドFC（とうほう・みんなのスタジアム）

## タイトル

### クラブ
ガンバ大阪ジュニアユース
- 高円宮杯 JFA 全日本U-15サッカー選手権大会：1回 (2019年)

テゲバジャーロ宮崎
- MFA宮日旗MRT杯宮崎県サッカー選手権大会：1回 (2023年)

### 個人
- 高円宮杯 JFA 全日本U-15サッカー選手権大会・得点王 (2019年)

## 代表歴
- U-15日本代表
  - AFC U-16選手権・予選（2019年）
  - スペイン遠征（2019年）
- U-16日本代表
  - トルコ遠征（2020年）
  - SBSカップ 国際ユースサッカー（2020年）
- U-17日本代表
  - Balcom BMW CUP（2021年）